# Michaela Badinková
Michaela Badinková (* 25. ledna 1979 Malacky) je česká herečka slovenského původu. Vyhrála 5. řadu televizní soutěže Tvoje tvář má známý hlas.

## Život
Vystudovala Státní konzervatoř v Bratislavě, hudebně-dramatický obor, a DAMU v Praze (obor činoherní herectví). Účinkovala v dětském divadle Úsmev v Bratislavě, v Divadle Andreja Bagara v Nitře a v Bábkovom divadle v Žilině. Zahrála si v hudební komedii Miluju tě, ale… v pražském Paláci Blaník. Působila v angažmá v Divadle Na Fidlovačce. S Annou Remkovou alternuje Eržiku v Baladě pro banditu, se Zuzanou Vejvodovou Káču v Divotvorném hrnci a Millie Dillmount v Hledá se muž. Zn. Bohatý!. Za Millie byla nominována na Cenu Thálie v kategorii muzikál. Hrála v českém seriálu Ulice. Od roku 2016 ztvárňuje postavu MUDr. Aleny Mázlové v seriálu Ordinace v růžové zahradě 2. V roce 2018 TV Nova oznámila, že bude účinkovat v zábavné show Tvoje tvář má známý hlas, v níž se umístila na 1. místě.
Jejím partnerem je Jan Teplý ml., má dvě dcery, Evelínu a Emílii.

## Politická angažovanost
V komunálních volbách v roce 2022 neúspěšně kandidovala do zastupitelstva Prahy 5 z 9. místa kandidátky „Koalice SEN 21 pro Prahu 5“, kterou tvořilo hnutí SEN 21 a Společnost proti developerské výstavbě v Prokopském údolí.

## Filmografie

### Film
- 2001 Kováč Juraj
- 2004 Jak básníci neztrácejí naději (Anna Posedlá, zvaná Veverka Zrzečka)
- 2008 Karamazovi
- 2016 Jak básníci čekají na zázrak
- 2011 Ta třetí

### Televize
- 2004 Clochemerle (Estelle)
- 2005 Ulice (Lenka Drápalová, provdaná Hejlová)
- 2007 Velkofilm
- 2007 Trapasy (Dominika, povídka „Žárovky aneb abrakadabra“)
- 2010 Cesty domů (Petra Kopecká)
- 2016 Ordinace v růžové zahradě 2 (MUDr. Alena Mázlová, dříve Rytířová)
- 2018 Tvoje tvář má známý hlas (televizní soutěž)
- 2018 Sestričky
- 2018 Kouzelník Žito
- 2019 Specialisté

## Divadelní role, výběr
- 2004 Edgar Yip Harburg, Fred Saidy, Burton Lane: Divotvorný hrnec, Káča (v alternaci se Zuzanou Vejvodovou), Divadlo Na Fidlovačce, režie Juraj Deák
- 2004 Milan Uhde, Miloš Štědroň: Balada pro banditu, Eržika (v alternaci s Annou Remkovou), Divadlo Na Fidlovačce, režie Peter Gábor
- 2007 Lev Nikolajevič Tolstoj, Věra Mašková: Anna Karenina, Anna Karenina (v alternaci s Lenkou Vlasákovou), Divadlo ABC, režie Peter Gábor
- 2007 Fred Ebb, John Kander, Bob Fosse: Chicago, Roxie Hartová (v alternaci s Gabrielou Mikovou), Divadlo Josefa Kajetána Tyla, režie Roman Meluzín
- 2009 Peter Stone, Jule Styne, Bob Merrill: Sugar! (Někdo to rád horké), Sugar (v alternaci s Annou Schmidtmajerovou), Divadlo pod Palmovkou, režie Stanislav Moša
- 2015 Pere Riera: Hodina před svatbou, Elsa (v alternaci s Barborou Valentovou), Divadlo Rokoko, režie Ondřej Zajíc
- 2019 Ingmar Bergman: Scény z manželského života, Marianna, Švandovo divadlo, režie Vladimír Strnisko
- 2020 Jean Poiret: Veselé Velikonoce, Sophie, Divadlo Palace, režie Miroslav Hanuš